# بويان يوفانوفيتش
بويان يوفانوفيتش (بالكرواتية: Bojan Jovanović)‏ هو مبارز بالسيف كرواتي، ولد في 31 يناير 1980.

## وصلات خارجية
- بويان يوفانوفيتش على موقع الاتحاد الدولي للمبارزة (الإنجليزية)
- بويان يوفانوفيتش على موقع أوليمبيديا (الإنجليزية)